# Gaultheria abbreviata
Gaultheria abbreviata är en ljungväxtart som beskrevs av J. J. Smith. Gaultheria abbreviata ingår i släktet Gaultheria och familjen ljungväxter. Inga underarter finns listade i Catalogue of Life.